# ひるね
『ひるね』は、 たまの2作目のスタジオ・アルバム。

## 解説
フランスとイギリスで録音された。イラストは石川浩司。
2013年1月12日に前作『さんだる』と共に紙ジャケット仕様で再発売された。リマスタリングが施されているほか、ボーナストラックとしてアルバム未収録だった2ndシングル『夕暮れ時のさびしさに』のカップリング曲「まちあわせ」(3曲目)と3rdシングル「海にうつる月」のカップリング曲「ばいばいばく」が収録されている。

## 収録曲
シングル曲の詳細は、各項目を参照。
| 全作曲: たま。 |                          |            |            |      |
| #              | タイトル                 | 作詞       | 作曲・編曲 | 時間 |
| 1.             | 「牛小屋」               | 柳原幼一郎 | たま       | 2:21 |
| 2.             | 「夕暮れ時のさびしさに」 | 知久寿焼   | たま       | 3:43 |
| 3.             | 「海にうつる月」         | 滝本晃司   | たま       | 3:41 |
| 4.             | 「家族」                 | 石川浩司   | たま       | 4:04 |
| 5.             | 「お経」                 | 柳原幼一郎 | たま       | 3:50 |
| 6.             | 「金魚鉢」               | 知久寿焼   | たま       | 4:38 |
| 7.             | 「オリオンビールの唄」   | 柳原幼一郎 | たま       | 4:53 |
| 8.             | 「かなしいずぼん」       | 知久寿焼   | たま       | 6:09 |
| 9.             | 「月夜の病院」           | 知久寿焼   | たま       | 3:42 |
| 10.            | 「ウララ」               | 石川浩司   | たま       | 5:34 |
| 11.            | 「むし」                 | 滝本晃司   | たま       | 5:03 |
| 12.            | 「マリンバ」             | 柳原幼一郎 | たま       | 3:51 |
| 13.            | 「鐘の歌」               | 知久寿焼   | たま       | 4:33 |
| 合計時間:      | 合計時間:                | 合計時間:  | 56:02      |      |

### 曲の解説
1. 牛小屋
柳原が生まれて初めて人前で演奏した曲である。[要出典]「よんよこよんよんよんよんよ～ん」と言うかけ声は、歌詞カードに掲載されていない。この理由については「『よん』は数字の四を連想させる。四といえば四足歩行の動物、ブタ、羊など連想させる。この動物は家畜であり、ひどい扱いを受け馬鹿にされる。よって差別用語となり歌詞カードには掲載されない」とされている[3]。
パーカッションの石川には「一曲目にふさわしい威勢のいい曲」、ベースの滝本晃司には「ちょっとアブノーマル」と評されている[4]。
2. 夕暮れ時のさびしさに
先行シングル。TBS系ドラマ『浮浪雲』主題歌として使われた。
3. 海にうつる月
滝本曰く「子持ちのラブソング」[5]。
後にシングルカットされた。滝本のシングル作品の中で最も売れた曲。パーカッションは用いられず、石川はオルガンを弾いている。
石川には「たまには珍しく非常にきれいな曲」「映画のエンドロールで流れているような光景が思い浮かべられ泣いちゃう」と評された[6]。
4. 家族
シングル『夕暮れ時のさびしさに』のカップリング。
5. お経
知久と柳原のギターのハモリでイントロがはじまる。以前、お寺でライブをした際に歌った時、「坊さんが首を吊る」と言う歌詞があったにもかかわらずそのお寺のお坊さんは笑顔で聞いていたと言うエピソードがある。[要出典]
首吊りがモチーフの一つであるとおり、とても暗い曲であるが、ツアーの中で、最前列で聞いていたおばさんがこの曲を聞き大喜びで笑っていたのを受け柳原は、自分の暗い部分がこのように受け入れられるというのは不思議な体験であったと語っている。[要出典]
また、同曲は「ねこばば」にも収録されているが、歌詞とリズムが若干異なっている。また、冒頭で「坊主～」と叫んでいる。
6. 金魚鉢
この曲は最初、明るい曲であった（復刻版『しおしお』のボーナストラック『金魚鉢』参照）。
はじめフランスでレコーディングされたが、知久自身がその演奏を気に入らず、日本に持ち帰り録音しなおしたというエピソードがある[7]。
このエピソードに関して柳原は、「知久くんはそういう（作品が不満足な仕上がりであった）時の理屈は天才的にうまいです。」「長い人生の中でたった一日どうなるんだい、とかそういうことを平気で言います。」「ものすごい小理屈の天才なんだよね」と語っている[8]。
当曲に関して知久は「1986年、高円寺の高円寺裏の猫だらけの大家さんの庭の一戸建て四畳半ちょっとの離れで仕上げた歌。旋律とコード進行はその数ヶ月前高円寺北四丁目河内荘102在住時にできてたが、なかなか歌詞がまとまらなかった。引っ越してきたその庭は雨の夜大量のかたつむりが発生し、飛び石を歩くのに難儀した」というエピソードを述べている。[要出典]
7. オリオンビールの唄
柳原が高校生の時に作った歌が元となっている[9]。歌詞の「パリも水に沈んでく」は「パリも見ずに沈んでく」とのダブルミーニングになっている[10]。
また、オリオンビールのCMソングに起用される話もあったが､諸事情で実現しなかった。[要出典]
柳原はこの曲について「これはベースの音がいいよね」と語っている[11]。
8. かなしいずぼん
基本的に知久が作詞・作曲、リード・ボーカルを担当した楽曲だが、途中の柳原がリード・ボーカルを取るパートは柳原が、途中の石川の語りは石川が作っている[12]。なお、この語りはライブ毎に変わる。
歌詞の「四つの葉っぱ」が「牛小屋」と同様の理由から問題視されていたが、こちらはスタッフ曰く「ギリギリ」ということによる歌詞カードにも掲載されている[3]。
9. 月夜の病院
この曲に関して柳原は「サビのところが知久節だよね」と述べ、知久は「リズムがすごくズレこむ曲」「サビのところの息継ぎがすごく難しい」と語っている[13]。
10. ウララ
柳原が「たまの中で異質な曲だよね」と評し、それを受け石川本人は「ちょっとテクノっぽいよね」と返したが、知久と柳原に、「どこがテクノっぽい？(笑)」と否定されている[14]。
ライブでの演奏時は、曲調が大きく変化し、ハイテンポかつ鋭いサウンドのロック調になる。[要出典]
歌詞の中に出てくる｢ペリカン石鹸｣は、実在する石鹸会社である。
11. むし
ファンから貰った「セミ笛」をパーカッションに採用している[15]。
12. マリンバ
13. 鐘の歌
たまのライブの最後に演奏されることが多い楽曲。

## カバー
| 楽曲               | アーティスト | 収録                                       | 発売年 |
| ------------------ | ------------ | ------------------------------------------ | ------ |
| 牛小屋             | 柳原陽一郎   | Al『ふたたび』                             | 2005年 |
| オリオンビールの唄 | 柳原陽一郎   | Al『ふたたび』                             | 2005年 |
| かなしいずぼん     | ジョン (犬)  | Al『ジョン（犬）から、へっこむディスク凹』 | 2004年 |